# Trening centar Vazduhoplovne akademije
Trening centar Vazduhoplovne akademije (engl. Training Center Aviation Academy) je jedan od najvećih centara za obuku pilota u Evropi. Nalazi se u Vršcu i postoji od 1954. godine. Od septembra 2010. do 2021. godine poslovala je u sastavu Kontrole letenja Srbije i Crne Gore (engl. Serbia and Montenegro Air Traffic Services Agency – SMATSA), nakon čega je prešla u vlasništvo Vazduhoplovne akademije u Beogradu.

## Osnovne informacije
Usluge Trening centra Vazduhoplovne akademije su: školovanje pilota; teorijska i praktična obuka privatnih lica koja poseduju letelicu ili žele da se bave sportskim letenjem; održavanje aviona i iznajmljivanje hangara za smeštaj i čuvanje letelica.
Ova škola je do danas obrazovala više od 3.000 pilota koji danas lete za avio-kompanije širom sveta. Nastavno osoblje Trening centra ima sve domaće i međunarodne sertifikate za obuku, a škole izdaju diplome priznate svuda u svetu. 

## Flota Akademije
- 15 aviona
- Dva aviona
- Dva aviona
- Dva aviona Piper PA-34 Seneca
- Dva aviona

## Istorija
Iako je prvi let na padinama Vršačkog brega izveo pilot inženjer Aurel Vlajku 11. avgusta 1912, početak vazduhoplovne tradicije u gradu vezuje se za 1925, kada je osnovan aeroklub “Naša krila” u Vršcu 1925 i devet godina kasnije prvog izgrađenog hangara, tradicija obuke pilota u ovom delu Srbije počinje nakon Drugog svetskog rata, kada je otvorena škola jedriličarstva. Jedriličari su leteli na jedrilicama koje su sami pravili i konstruisali. Vršac je tada proglašen za jedriličarski centar Ratnog vazduhoplovstva Jugoslavije. Godine 1947. Komanda predaje Centar Vazduhoplovnom savezu Jugoslavije.
Godine 1954. Vršac postaje Savezni vazduhoplovni centar. Jedriličarstvu su se sada priključili piloti motornih aviona, modelari i padobranci. Vršac je bio rasadnik sportskog vazduhoplovstva sve do 1972. godine. Vazduhoplovci ovog Centra učestvovali su na mnogim svetskim prvenstvima i doneli mnogo medalja i rekorda, a u Vršcu je 1972. godine održano i 13. Svetsko prvenstvo u jedriličarstvu.
Od 1972. godine ovaj centar je sastavni deo Jugoslovenskog aerotransporta. Od tada se ova institucija specijalizuje za školovanje profesionalnih pilota koji će prevoziti putnike na velikim saobraćajnim avionima. Septembra 2010. godine Pilotska akademija Vršac počinje poslovanje u sastavu Kontrole letenja Srbije i Crne Gore pod imenom „SMATSA Vazduhoplovna akademija”.
Ovaj centar za obuku pilota prešao je u vlasništvo Vazduhoplovne akademije u Beogradu 2021. godine.

## Spoljašnje veze
- Fejsbuk grupa
- RTV Vojvodina: Pilotska škola u Vršcu u sastavu Agencije za kontrolu letenja, septembar 2011.
- eKapija: Dragan Katanić, general-potpukovnik u penziji i rukovodilac SMATSA vazduhoplovne akademije u Vršcu - Oficir i džentlmen, maj 2011.